# Hultsjön (Åseda socken, Småland)
Hultsjön är en sjö i Uppvidinge kommun i Småland och ingår i Alsteråns huvudavrinningsområde. Sjön har en area på 0,114 kvadratkilometer och ligger 258 meter över havet.

## Delavrinningsområde
Hultsjön ingår i det delavrinningsområde (633391-147480) som SMHI kallar för Mynnar i Badebodaån. Medelhöjden är 247 meter över havet och ytan är 12,05 kvadratkilometer. Det finns ett avrinningsområde uppströms, och räknas det in blir den ackumulerade arean 52,02 kvadratkilometer. Badebodaån som avvattnar avrinningsområdet har biflödesordning 3, vilket innebär att vattnet flödar genom totalt 3 vattendrag innan det når havet efter 109 kilometer. Avrinningsområdet består mestadels av skog (83 procent). Avrinningsområdet har 0,11 kvadratkilometer vattenytor vilket ger det en sjöprocent på 0,9 procent.